# Wu Cheng'en
Dans ce nom, le nom de famille, Wu, précède le nom personnel.
Œuvres principales
La Pérégrination vers l'Ouest
Wu Cheng'en (chinois simplifié : 吴承恩 ; chinois traditionnel : 吳承恩 ; pinyin : Wú Chéng'ēn ; Wade : Wu² Ch'êng²-en¹), né en 1500 et décédé en 1582, prénom social Ruzhong (汝忠), est un écrivain chinois de la dynastie Ming, désigné depuis le début du XXe siècle comme l'auteur (ou du moins le dernier rédacteur) du roman La Pérégrination vers l'Ouest (西遊記) considéré comme l'un des quatre grands romans de la littérature classique chinoise. On trouve néanmoins des spécialistes qui rejettent ce jugement.
Il semble avoir été un auteur prolifique, actif dans plusieurs genres (poèmes, essais, littérature fantastique) et vivant en partie de ses écrits. Sans fortune et n'ayant laissé aucun héritier, ses textes furent dispersés à sa mort, à l'exception d'un ensemble appelé « écrits restant de monsieur Sheyang » (Sheyangxiansheng cungao 射陽先生存稿), nom de la région où il vivait. Les annales locales de Huai'an, sa ville natale, font l'éloge de son style et mentionnent certains de ses textes, dont une Pérégrination vers l'Ouest, dont on ne peut néanmoins pas affirmer avec certitude qu'il s'agit du roman, car ce titre avait déjà été employé pour d'autres ouvrages et les annales officielles ne mentionnent en principe pas les œuvres de fiction.

## Biographie
Né à Huai'an, district de Shanyang, actuelle province du Jiangsu, il était le fils d'un petit commerçant en soieries, Wu Rui (吳銳), lui-même fils d'un enseignant mais trop pauvre pour achever ses études. Wu Rui avait l'intention de faire étudier son fils, remarqué dans son enfance pour son intelligence et encouragé par les notables locaux. Néanmoins il ne semble pas avoir eu un grand succès aux examens malgré de nombreuses tentatives. Il est néanmoins sélectionné vers 40 ans aux examens locaux mais échoue plusieurs fois au niveau suivant. Il étudie entretemps plus de dix ans dans l'école Nanjingtaixue (南京太學) dans laquelle certains voient l'ancêtre de l'université de Nankin.
Vers 60 ans, il se rend à Pékin avec l'espoir de trouver un poste car on dit que le général et homme politique Hu Zongxian y recherche des talents. Il n'est pas choisi mais obtient sur recommandation d'une connaissance, Li Chunfang (李春芳), un poste d'assistant du chef du district de Changxing, qu'il doit cependant abandonner peu après pour retourner à l'écriture.
Wu Cheng'en avait épousé vers 20 ans une demoiselle Ye (葉). Un fils nommé Fengmao (鳳毛), mort en bas âge, serait issu de cette union[réf. souhaitée].

## Dans la culture
- Le Singe égal du ciel, roman de Frédérick Tristan.

## Publications

### Traductions en français
- Cheng'en Wu (trad. André Lévy), La Pérégrination vers l'Ouest (Xiyou Ji), t. 1, Gallimard, coll. « La Pléiade », 1312 p.
- Cheng'en Wu (trad. André Lévy), La Pérégrination vers l'Ouest (Xiyou Ji), t. 2, Gallimard, coll. « La Pléiade », 1200 p.